# Ceratonyx permagnaria
Ceratonyx permagnaria är en fjärilsart som beskrevs av Grossbeck 1912. Ceratonyx permagnaria ingår i släktet Ceratonyx och familjen mätare. Inga underarter finns listade i Catalogue of Life.